# John Onoje
John Onoje (n. 15 aprilie 1959, Sierra Leone – d. 14 februarie 2024, Brussel, Comunitatea Francofonă din Belgia⁠(d), Belgia) a fost un activist politic din Republica Moldova. John Onoje a venit la Chișinău din Sierra Leone în 1999, pentru a scăpa de războiul civil din țara sa natală. După ce a trăit ca un refugiat pentru mai mult de un deceniu, el a dobândit cetățenia Republicii Moldova pe 17 ianuarie 2011. John Onoje a militat pentru unirea R. Moldova cu România. Potrivit Amnesty International, el a fost o victimă a rasismului venit din partea liderului comunist Vladimir Voronin.
John Onoje, membru al Partidul Național Liberal , a protestat frecvent împotriva comuniștilor și a influentei ruse din Moldova. Pe 21 noiembrie 2011, în ajunul vizitei lui Serghei Lavrov la Chișinău, John Onoje a protestat în fața Ministerul Afacerilor Externe din Republica Moldova împotriva prezenței Armatei a 14-a..
Pe 9 decembrie 2011, John Onoje a trecut controlul medical la Spitalul Republican, pentru a putea participa în calitate de candidat la alegerile prezidențiale din Moldova. În decembrie 2011, Victor Șelin, lider la Partidul Social-Democrat din Moldova, a declarat la Publika TV că va cere autorităților statului retragerea cetățeniei moldovenești a lui Onoje.
Pe 2 ianuarie 2012, Onoje a protestat în fața Ambasadei Rusiei din Moldova la moartea lui Vadim Pisari și a reproșat lipsa de reacție a autorităților din Chișinău. Pe 3 ianuarie 2012, John Onoje a participat la altă demonstrație în același sens.
După ce pe 18 februarie 2012 John Onoje a protestat contra participanților la manifestarea organizată de PCRM, liderul acestui partid, Vladimir Voronin, i-a adus jigniri publice lui John Onoje, ironizindu-i culoarea pielii. Amnesty International a făcut un apel către procurori și deputații din Parlament ca liderul PCRM să fie pedepsit.
Un timp, John Onoje a lucrat la Piața Centrală ca vânzător.
În 2018, acesta a emigrat în Belgia, obținând statutul de refugiat, unde s-a făcut bucătar.
John Onoje a decedat pe data de 14 februarie 2024 în Bruxelles.